# Edward Shorter
Edward L. Shorter (ur. 1941 w Evanston) – kanadyjski socjolog, historyk medycyny, University of Toronto. Autor prac poświęconych historii seksualności, historii psychiatrii, historii rodziny.

## Wybrane prace
- A history of psychiatry: from the era of the asylum to the age of Prozac. John Wiley and Sons, 1997 ISBN 0-471-24531-3
- Written in the flesh: a history of desire. University of Toronto Press, 2005 ISBN 0-8020-3843-3
- Edward Shorter, David Healy: Shock therapy: a history of electroconvulsive treatment in mental illness. Rutgers University Press, 2007 ISBN 0-8135-4169-7